# Río Mezquín Y Oscuros
Río Mezquín Y Oscuros este o arie protejată (arie specială de conservare — SAC, sit de importanță comunitară — SCI) din Spania întinsă pe o suprafață de 453,62 ha, integral pe uscat.

## Localizare
Centrul sitului Río Mezquín Y Oscuros este situat la coordonatele 40°55′13″N 0°05′41″W / 40.9204°N 0.094854°V.

## Înființare
Situl Río Mezquín Y Oscuros a fost declarat sit de importanță comunitară în iulie 2000 pentru a proteja 1 specie de plante și 2 specii de animale. Situl a fost protejat și ca arie specială de conservare în februarie 2021.

## Biodiversitate
Situată în ecoregiunea mediteraneană, aria protejată conține 9 habitate naturale: Matorral arborescenți cu Juniperus spp., Liziere de ierburi înalte hidrofile de câmpie și de nivel montan până la alpin, Lacuri eutrofice naturale cu vegetație de tip Magnopotamion sau Hydrocharition, Pante stâncoase calcaroase cu vegetație casmofită, Galerii de Salix alba și de Populus alba, Izvoare petrifiante cu formare de travertin (Cratoneurion), Ape puternic oligomezotrofe cu vegetație bentonică cu Chara spp., Pajiști umede mediteraneene cu ierburi înalte de Molinio-Holoschoenion, Pseudostepă cu ierburi și specii anuale de Thero-Brachypodietea.
La baza desemnării sitului se află mai multe specii protejate:
- plante (1): Apium repens
- mamifere (1): vidră de râu (Lutra lutra)
- pești (1): Parachondrostoma miegii

Pe lângă speciile protejate, pe teritoriul sitului au mai fost identificate 2 specii de plante, 19 specii de păsări, 3 specii de amfibieni, 2 specii de mamifere.